# Proteinkináza B

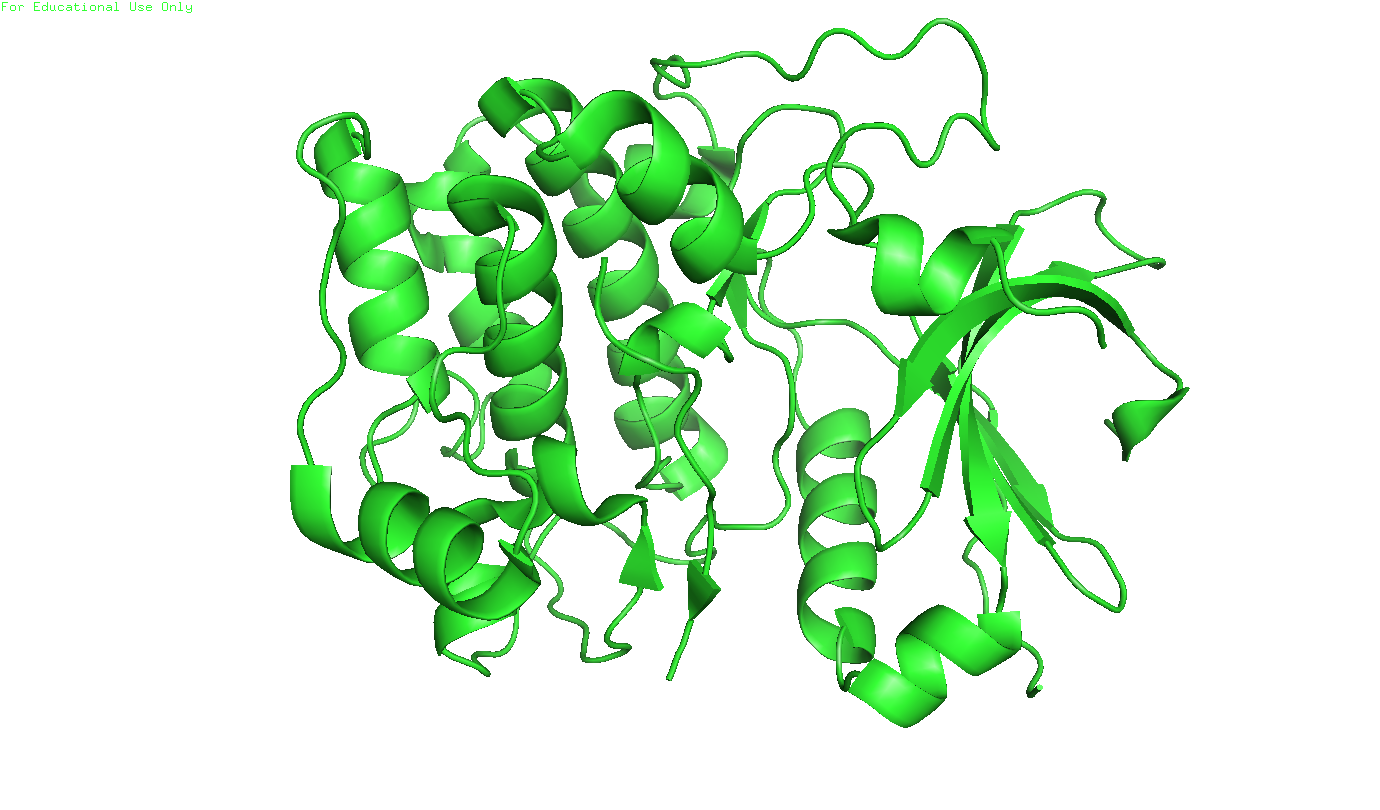
Akt1

Proteinkináza B (PKB, též Akt z angl. thymomas of AKR mice) je serin/threoninová kináza přítomná v genomu všech prostudovaných eukaryotických organizmů, která hraje důležitou roli v regulaci mnoha buněčných procesů – u savců např. reguluje signalizaci přes inzulinové receptory a receptory růstových faktorů, buněčný růst a nádorovou transformaci.

## Struktura
PKB patří do rodiny proteinkináz společně s PKA a PKC a některé prvky struktury s nimi má tedy společné (zejména fosforylovatelná aktivační doména). U člověka se vyskytují 3 izoformy PKB: PKBα (AKT1), PKBβ (AKT2) a PKBγ (AKT3); jsou si velmi homologické (>80% sekvenční identita), ale liší se např. expresí v různých částech těla. Všechny mají na N-terminálním konci PH doménu, která je schopná vazby na 3-fosfoinositidy, uprostřed mají katalytickou část a na C-konci regulační doménu.

## Funkce
PKB je především součástí signalizace z tyrozinkinázových receptorů. Při aktivaci těchto buněčných receptorů na cytoplazmatické membráně navázáním ligandu (např. inzulinu, růstového faktoru, atp.) dochází k jejich autofosforylaci a změně konformace, která umožní asociaci receptorů s fosfatidylinositol-3-kinázou (PI3K). Tímto je PI3K aktivována a začne vytvářet fosfatidylinositol-3,4,5-trisfosfát. Tento fosfolipid následně vyvazuje PKB přes její PH doménu a dostává jí do blízkosti PDK1 – dalšího proteinu schopného vazby na fosfatidylinositol-3,4,5-trisfosfát. PDK1 fosforyluje za těchto podmínek proteinkinázu B na pozici Thr308 (v aktivační doméně) a aktivuje PKB. Zřejmě dochází ještě k dalším dodatečným fosforylacím, o nichž není tolik známo. Ve výsledku se však aktivovaná PKB pouští membrány a v cytosolu fosforyluje celou řadu cílových proteinů (ze známých např. BRCA1, CREB, IKKα, Mdm2, Raf). Zřejmě tak činí na základě rozeznání konsenzuální sekvence Arg-X-Arg-X-X-Ser/Thr-Hyd, kde „Hyd“ je hydrofobní aminokyselina.